# Iljino-Polana
Iljino-Polana (ros. Ильино-Поляна) – wieś (sieło) w Rosji, w Baszkortostanie, w rejonie błagowieszczeńskim. W 2010 liczyła 2039 mieszkańców.